# Gare de Senzeilles
La gare de Senzeilles est une ancienne gare ferroviaire belge de la ligne 132 de Charleroi à Treignes (frontière), à Senzeilles (ou Senzeille), village de la commune de Cerfontaine dans la Province de Namur en Région wallonne.

## Situation ferroviaire
La gare de Senzeilles était située au point kilométrique (pk) 36,50 (tracé antérieur à 1970) de la ligne 132, de Charleroi à Treignes frontière entre la gare de Cerfontaine et la halte de Neuville-Sud.

## Histoire
La ligne internationale de Charleroy à Vireux-sur-Meuse, construite par la Société du chemin de fer de l'Entre-Sambre-et-Meuse (future composante du Grand Central Belge), est mise en service de 1848 à 1854. La section de Cerfontaine à Mariembourg, livrée à l'exploitation le 8 juin 1854 ne comprend alors aucune gare intermédiaire. En quittant l'ancienne commune de Senzeilles, elle traversait un relief au moyen d'une tranchée et d'un important tunnel.
Après avoir racheté le Grand Central Belge en 1897, l’État belge décide de mieux connecter entre-elles les différentes lignes de ce réseau ; à cette occasion, la courte en impasse ligne de Florennes-Sud à Philippeville (ancienne gare hors-les-murs) est reconstruite et prolongée pour rejoindre la ligne principale à Senzeilles.

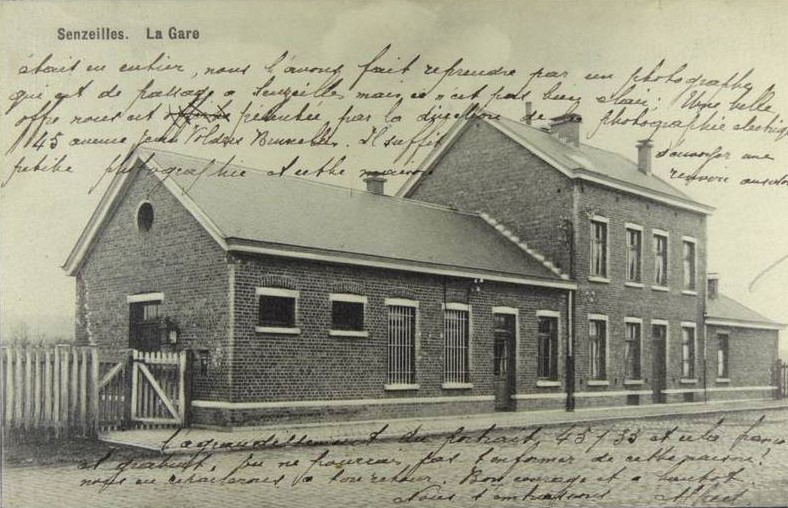
Bâtiment de la gare, côté rue

La loi du 29 décembre 1892 prévoyait la création d'une station. C'est finalement le 3 janvier 1904 que l’Administration des chemins de fer de l’État belge inaugure le point d'arrêt de Senzeille, lequel devient une station de 4e classe l’année suivante. Elle devient une gare de bifurcation le 25 avril 1908 lorsqu'entre en service le prolongement de la ligne 136B, entre Senzeilles et la nouvelle gare de Philippeville, via Neuville-Nord.
En 1913, la voie reliant Walcourt à Silenrieux est dédoublée tandis que les travaux de création d'un nouveau tunnel à deux voies se poursuivent jusqu'en 1914. Cette situation perdure jusqu'en 1950, date à laquelle la section de voie entre Walcourt et Mariembourg repasse en voie unique. Le croisement des trains reste possible dans les gares de Silenrieux et Cerfontaine.
Sa fermeture définitive a lieu le 31 août 1970, après le passage du dernier train la veille, lors de la fermeture du tronçon de Walcourt à Neuville-Sud du fait de la construction d'un barrage sur l'Eau d'Heure (Lacs de l'Eau d'Heure). Un nouveau tracé réutilisant les lignes 136 et 136B est alors (re)mis en service.
C'est à partir de 1971, qu'une ligne de bus est établie, remplaçant la circulation du train dans le village. Le bâtiment des recettes est rapidement démoli. La route des lacs (RN978) est par la suite bâtie en appropriant une grande partie de l'ancienne ligne ; le tunnel de 1914 et la tranchée étant alors comblés,.

## Patrimoine ferroviaire
Le bâtiment des recettes appartenait au plan type 1893. Démoli après 1970, il était similaire à celui de la gare de Falemprise (également démoli) et identique à celui de gare de Neuville-Nord construit simultanément ; ce dernier existe toujours en 2022 mais a été modifié lors de sa transformation en habitation privée.